# Hausjärvi
Hausjärvi [ˈhɑu̯sjærvi] ist eine Gemeinde im Süden Finnlands mit 8031 Einwohnern (Stand 31. Dezember 2022). Sie liegt in der Landschaft Kanta-Häme 20 km östlich der Stadt Riihimäki und 25 km nördlich von Hyvinkää. Die Entfernung zur Hauptstadt Helsinki beträgt 85 km. Hausjärvi hat drei Siedlungszentren: Oitti, der Verwaltungssitz der Gemeinde, hat rund 2416 Einwohner (Ende 2005), Ryttylä 1842 und Hikiä 1135.
Hausjärvi wurde 1611 aus dem Kirchspiel Janakkala zu einer eigenen Kapellengemeinde losgelöst. 1856 wurde im Dorf Erkylä in Hausjärvi die erste öffentliche Schule Finnlands eröffnet. Seit 1868 existiert die politische Gemeinde Hausjärvi. Zum historischen Gemeindegebiet von Hausjärvi gehörten bis 1918 ein Teil von Hyvinkää und bis 1922 das heutige Stadtgebiet von Riihimäki.
Sehenswürdigkeiten in Hausjärvi sind die Holzkirche aus dem Jahr 1789 und das in einem 1853 erbauten Getreidespeicher untergebrachte Heimatmuseum.

## Söhne und Töchter
- Oskari Mantere (1874–1942), Politiker
- Elmer Niklander (1890–1942), Leichtathlet
- Heikki Aaltoila (1905–1992), Komponist, Arrangeur, Dirigent, und Musikkritiker
- Ensio Nieminen (1930–2008), Radrennfahrer
- Inga Linna (* 1995), Leichtathletin